# No Me Ame
«No Me Ame» (с исп. — «Не люби меня») — песня пуэрто-риканского рэпера Anuel AA, ямайского продюсера Rvssian и американского рэпера Juice WRLD, последний появляется посмертно в этой песне. Песня была выпущена на лейблах Head Concussion Records и Sony Music Latin 17 апреля 2020 года. Вместе с синглом было выпущено музыкальное видео режиссера Аррада Рагошая.
«No Me Ame» дебютировала и достигла 15-й позиции в чарте Billboard Hot Latin Songs.

## Предыстория
«No Me Ame» был записан за несколько месяцев до смерти Juice WRLD от сердечного приступа 8 декабря 2019 года. По словам Rvssian, он и Anuel AA записали трек в Майами, когда он посчитал, что Juice WRLD подойдёт для этой песни.  Rvssian показал песню Juice WRLD и он сразу же полюбил её и начал запись для этой песни.
«No Me Ame» — это первое сотрудничество между Anuel и Juice WRLD. Rvssian ранее работал с Juice WRLD над песней «Ring Ring» с его студийного альбома Death Race for Love 2019 года.

## Музыкальное видео
Музыкальное видео, снятое режиссёром Аррадом Рагошаем, было выпущено вместе с синглом 17 апреля 2020 года. Видеоклип включает в себя всех артистов и был выпущен как дань уважения Juice WRLD, который сам появляется в видео в образе ангела. Различные отсылки и образы, относящиеся к Juice WRLD и его работе, были продемонстрированы на протяжении всего визуального ряда, включая сцену в конце, где Rvssian и другие люди выпускают зажжённые фонари, которые образуют число 999, число, которое использовалось в качестве символа Juice WRLD на протяжении всей его карьеры, а также было названием его дебютного мини-альбома.